# Liste von Söhnen und Töchtern der Stadt Wolgograd
Dies ist eine Liste bekannter Persönlichkeiten, die in der russischen Stadt Wolgograd (1589–1925 Zarizyn, 1925–1961 Stalingrad) geboren wurden.

## 19. Jahrhundert

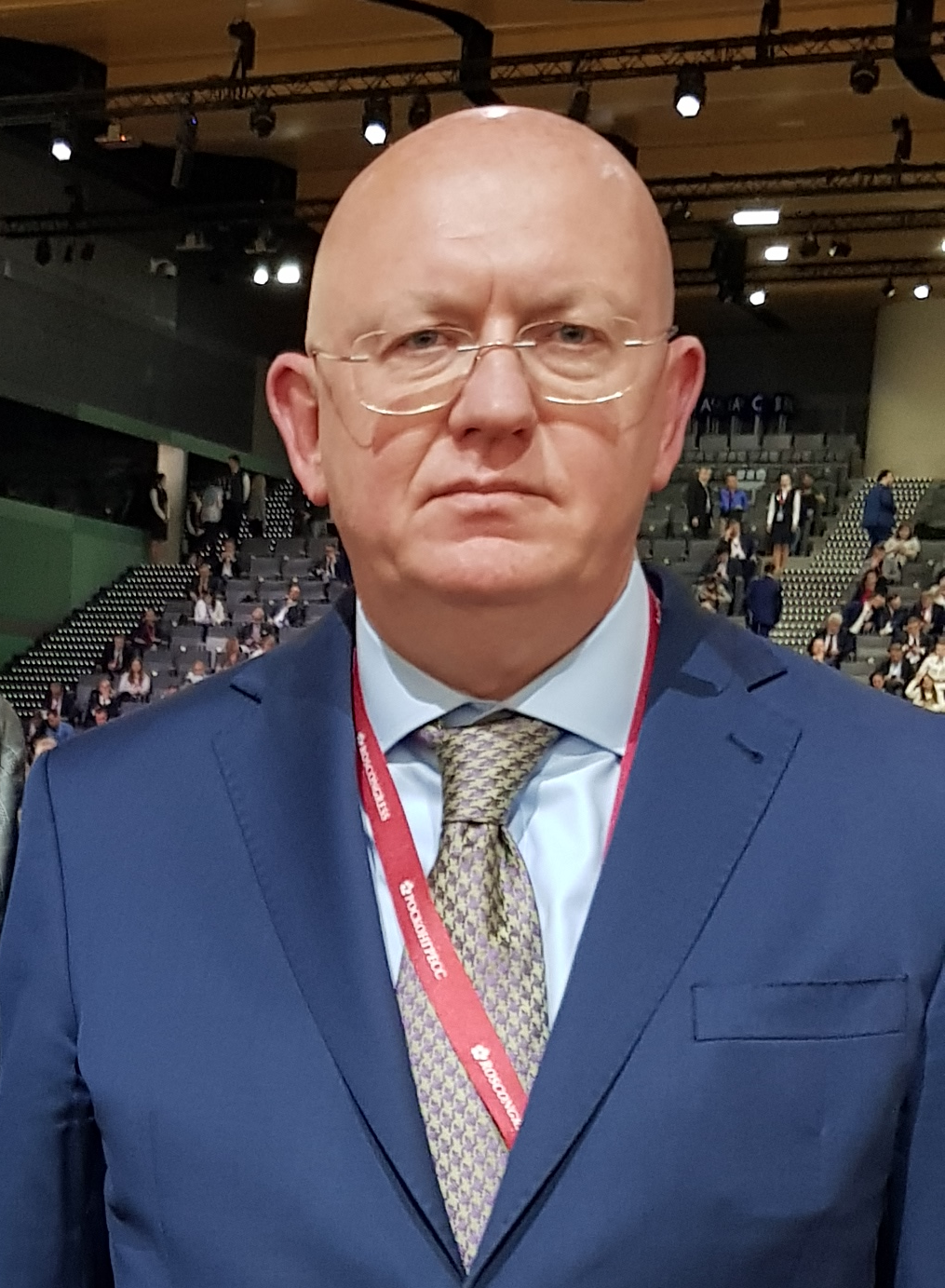
Wassili Nebensja
(* 1962)

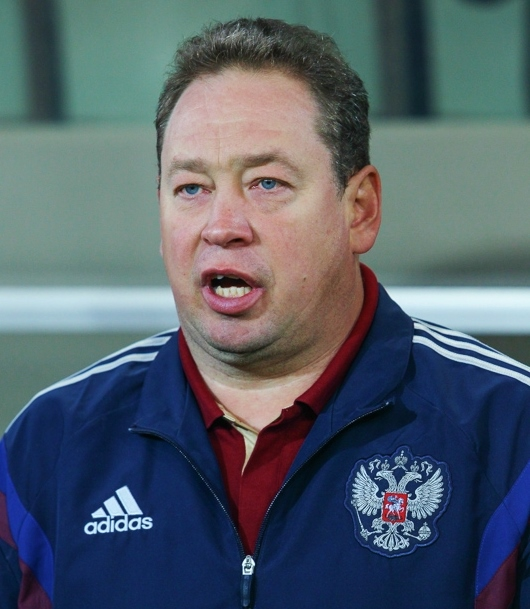
Leonid Sluzki
(* 1971)

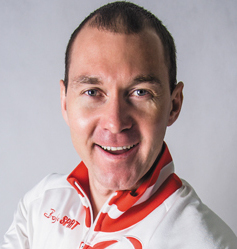
Maxim Opalew
(* 1979)

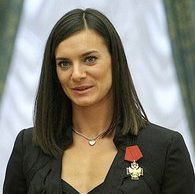
Jelena Issinbajewa
(* 1982)

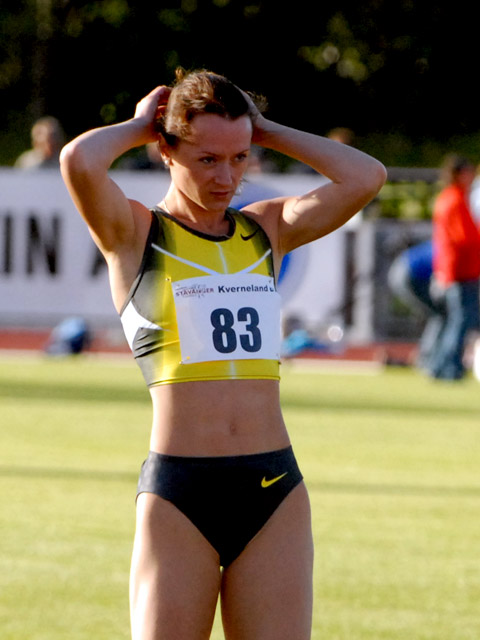
Jelena Slessarenko
(* 1982)

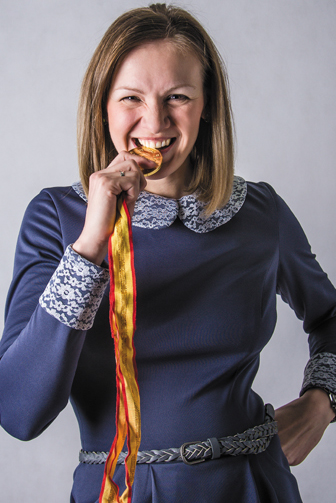
Anna Sedoikina
(* 1984)

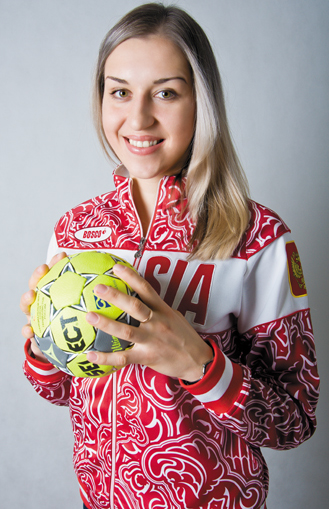
Olga Akopjan
(* 1985)

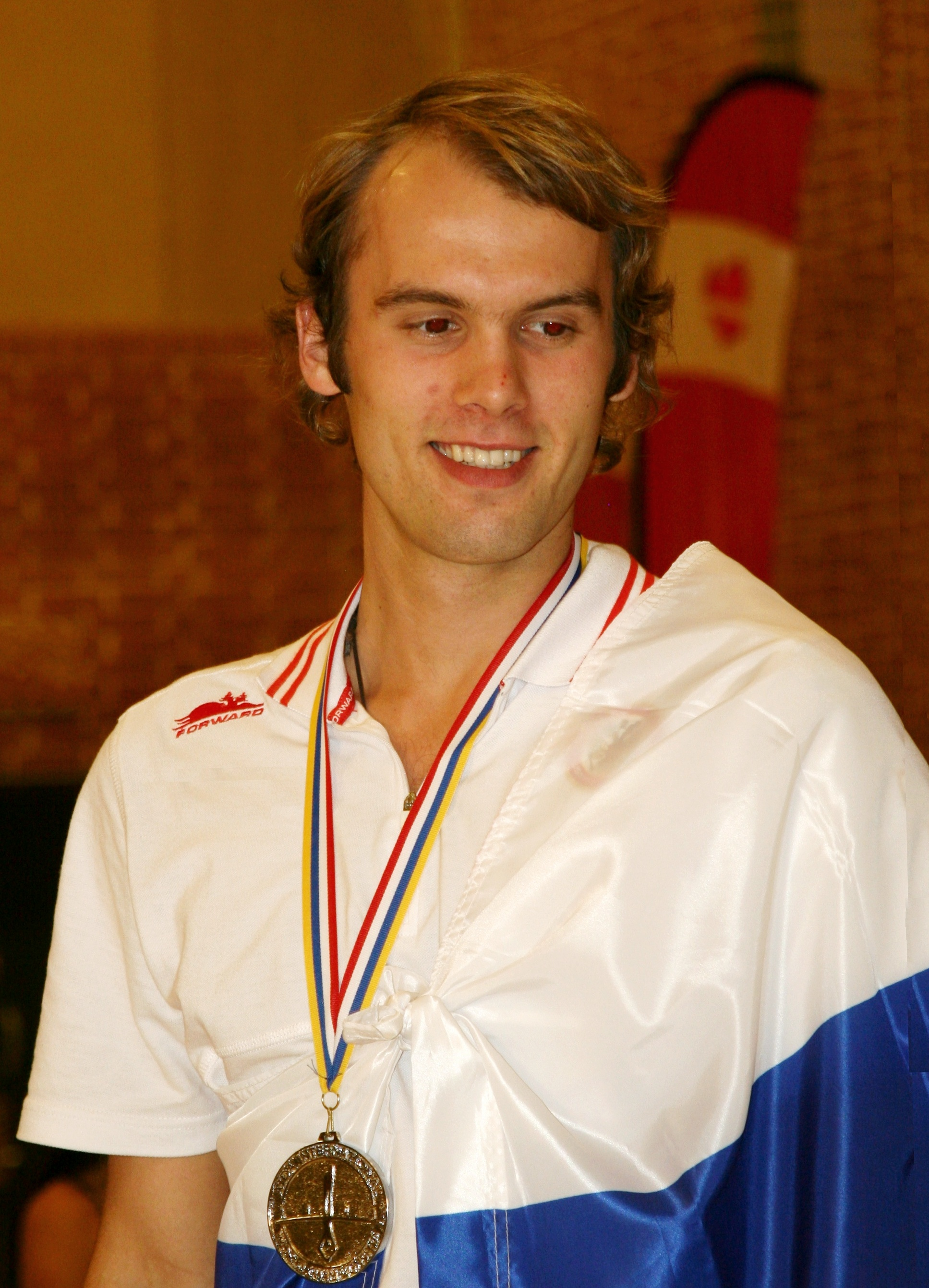
Alexei Moltschanow
(* 1987)

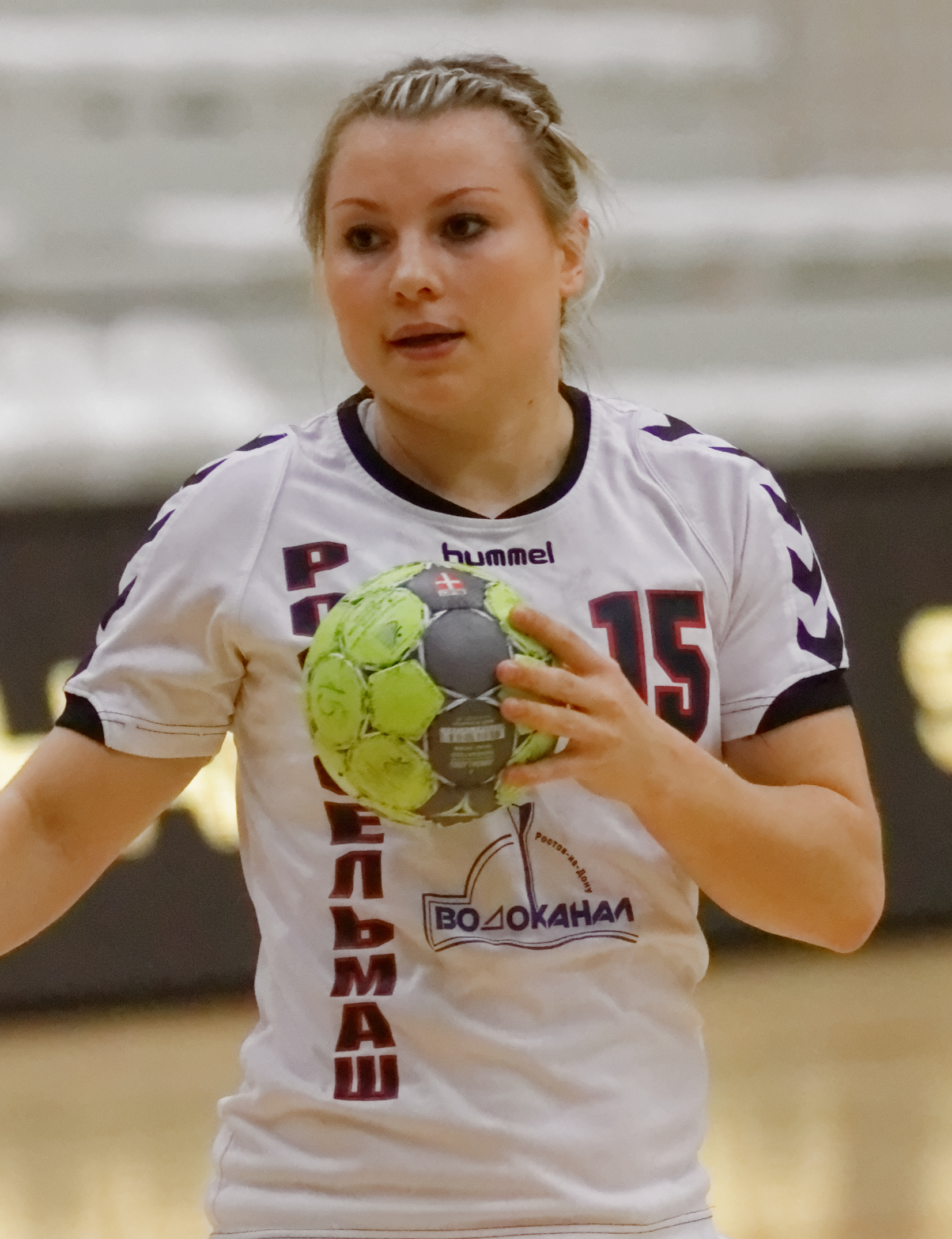
Marina Sudakowa
(* 1989)

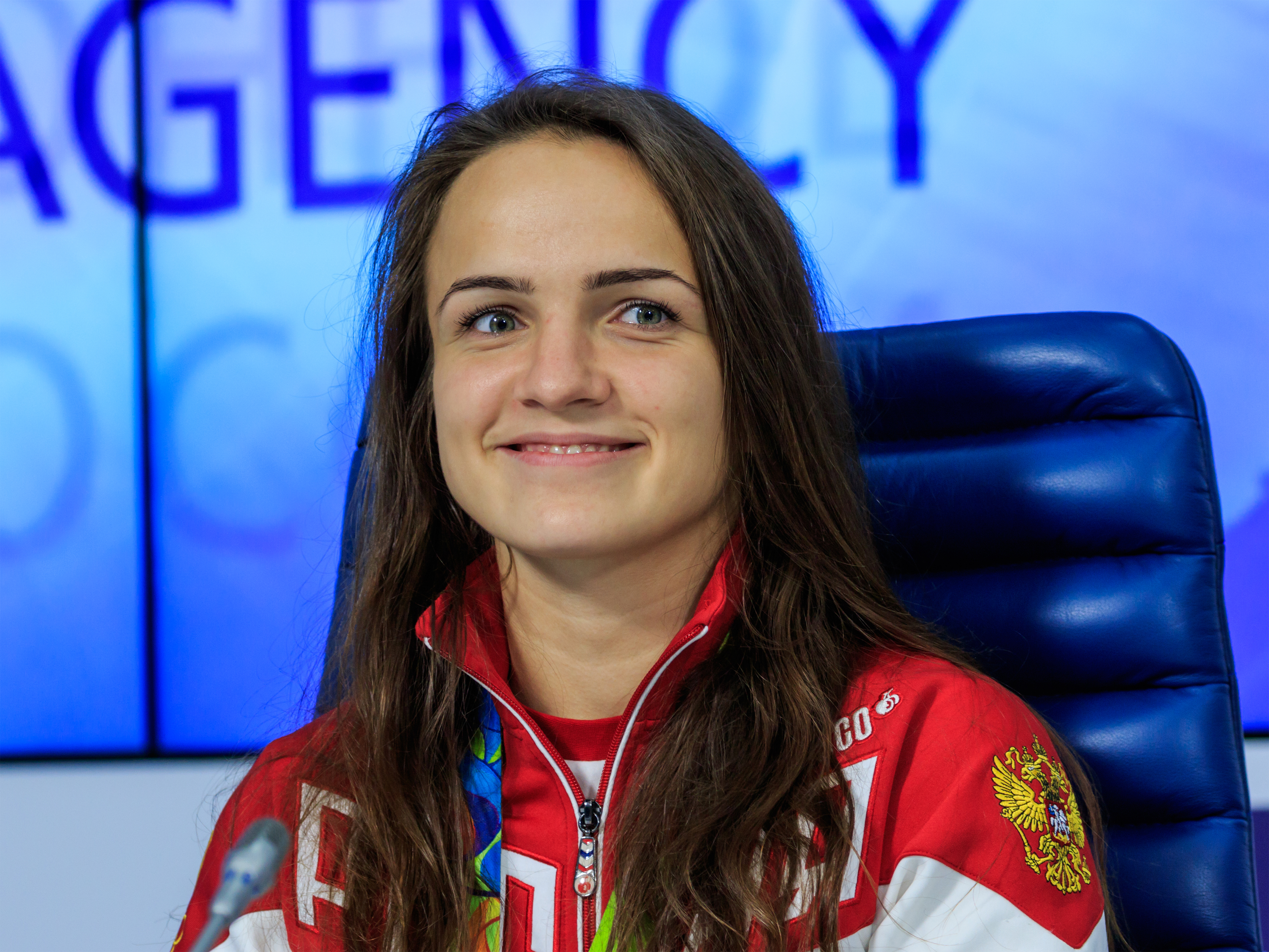
Anna Wjachirewa
(* 1995)

- Alexander Popow (1808–1865), Orientalist, Mongolist und Hochschullehrer
- Pjotr Anochin (1898–1974), Neurophysiologe und Hochschullehrer

## 20. Jahrhundert

### 1901–1950
- Pawel Serebrjakow (1909–1977), Pianist und Musikpädagoge
- Dmitri Burdin (1914–1978), Architekt und Hochschullehrer
- Leonid Meschkow (1916–1986), Schwimmer[1]
- Wladimir Krjutschkow (1924–2007), Politiker und Vorsitzender des sowjetischen Geheimdienstes KGB (1988–1991)
- Alexandra Pachmutowa (* 1929), Komponistin
- Boris Grischajew (1930–1999), Leichtathlet[2]
- Alexander Fedotow (1932–1984), Testpilot und General der Luftstreitkräfte, erflog insgesamt 18 Weltrekorde
- Farid Dossajew (* 1933), Schwimmer
- Elem Klimow (1933–2003), Filmregisseur
- Weniamin Beresinski (1934–2023), Physiker
- Wladimir Passetschnik (1937–2001), Biologe
- Sergei Chodorowitsch (* 1940), sowjetisch-französischer Menschenrechtler
- Alewtina Aparina (1941–2013), Politikerin
- Iwan Karetnikow (* 1942), Schwimmer
- Juri Tschechow (* 1947), Politiker und ehemaliger Bürgermeister von Wolgograd (1992–2003)

### 1951–1980
- Wladimir Arsamaskow (1951–1986), Basketballspieler[3]
- Eleonora Mitrofanowa (* 1953), Diplomatin und Botschafterin
- Wassili Sidorenko (* 1961), Leichtathlet
- Wassili Nebensja (* 1962), Diplomat
- Marina Mescheriakova (* 1964), Opernsängerin (Sopran)
- Wladimir Schemetow (* 1964), Schwimmer[4]
- Andrej Botaschow (1965–2010), bulgarischer Schauspieler und Politiker
- Igor Wassiljew (1966–2023), Handballspieler und -trainer
- Wladimir Karabutow (* 1967), Wasserballspieler[5]
- Oleg Grebnew (* 1968), Handballspieler
- Wladimir Owtschinnikow (* 1970), Speerwerfer
- Valeriy Belousov (* 1970), Zehnkämpfer
- Alexander Michailow (* 1970), Freestyle-Skier
- Swetlana Prjachina (* 1970), Handballspielerin[6]
- Juri Smolowoi (* 1970), russisch-kasachischer Wasserballspieler[7]
- Julija Sotnikowa (* 1970), Leichtathletin
- Leonid Sluzki (* 1971), Fußballtorwart und -trainer
- Igor Kschinin (* 1972), Boxer[8]
- Jekaterina Grigorjewa (* 1974), Sprinterin
- Denis Pankratow (* 1974), Schwimmer
- Alexei Petrow (* 1974), Gewichtheber und Olympiasieger (1996)
- Sergei Pogorelow (1974–2019), Handballspieler
- Olga Rubljowa (* 1974), Weitspringerin
- Marina Akobija (* 1975), Wasserballspielerin[9]
- Julija Iwanowa (* 1977), Rhythmische Sportgymnastin
- Roman Iwanowski (* 1977), Schwimmer[10]
- Jelena Kriwoschei (* 1977), Rhythmische Sportgymnastin
- Maxim Marinin (* 1977), Eiskunstläufer
- Olga Schtyrenko (* 1977), Rhythmische Sportgymnastin
- Tatjana Alisar (* 1978), Handballspielerin
- Juri Kudinow (* 1979), Schwimmer
- Maxim Opalew (* 1979), Kanute, Olympiasieger und elfmaliger Weltmeister
- Natalja Schipilowa (* 1979), Handballspielerin
- Witali Schkurlatow (* 1979), Weitspringer

### 1981–1990
- Andrei Reketschinski (* 1981), Wasserballspieler[11]
- Alexander Gorbatikow (* 1982), Handballspieler
- Jelena Issinbajewa (* 1982), Leichtathletin und Olympiasiegerin (2004 und 2008)
- Maja Petrowa (* 1982), Handballspielerin
- Jelena Slessarenko (* 1982), Hochspringerin und Olympiasiegerin (2004)
- Nikolai Sorokin (* 1982), Handballspieler
- Sergei Strukow (* 1982), Fußballspieler
- Dmitri Jerochin (* 1983), Handballspieler
- Igor Beresuzki (* 1984), Schwimmer[12]
- Waleri Korobkin (* 1984), russisch-kasachischer Fußballspieler
- Konstantin Maslak (* 1984), Schachgroßmeister
- Juliana Salachowa (* 1984), Kanutin[13]
- Anna Sedoikina (* 1984), Handballspielerin
- Olga Akopjan (* 1985), Handballspielerin und -trainerin
- Olga Kutscherenko (* 1985), Leichtathletin
- Maxim Lasarew (* 1985), Entomologe
- Marianna Salzmann (* 1985), deutsche Schriftstellerin
- Alexei Krawtschenko (* 1986), Wasserspringer
- Paul Lorenz (* 1987), Tänzer
- Pawel Atman (* 1987), Handballspieler
- Anna Kotschetowa (* 1987), Handballspielerin
- Michail Kukuschkin (* 1987), russisch-kasachischer Tennisspieler
- Jekaterina Leonowa (* 1987), Tänzerin
- Alexei Moltschanow (* 1987), Apnoetaucher
- Maxim Babanin (* 1988), Boxer im Superschwergewicht
- Denis Birjukow (* 1988), Volleyballspieler
- Larissa Iltschenko (* 1988), Langstreckenschwimmerin
- Juri (* 1989), deutschsprachiger Rapper russischer Herkunft
- Julija Koltunowa (* 1989), Wasserspringerin
- Marina Sudakowa (* 1989), Handballspielerin
- Tatjana Chmyrowa (* 1990), Handballspielerin
- Jelena Nikolajewa (* 1990), Handballspielerin

### 1991–2000
- Oleg Li (* 1991), Eishockeyspieler
- Filipp Dawydenko (* 1992), Tennisspieler
- Alexei Watutin (* 1992), Tennisspieler
- Jewgeni Koptelow (* 1993), Schwimmer[14]
- Emil Balayev (* 1994), russisch-aserbaidschanischer Fußballspieler
- Kristina Romanova (* 1994), Model und Aktivistin
- Polina Scharkowa (* 1994), Handballspielerin
- Irina Kornejewa (* 1995), Handballspielerin
- Anna Wjachirewa (* 1995), Handballspielerin
- Julija Kosatschenko (* 1996), Handballspielerin
- Alexander Sadownikow (* 1996), Schwimmer[15]
- Jewgeni Sedow (* 1996), Schwimmer
- Anastasia Kempf (* 1997), deutsche rhythmische Sportgymnastin
- Jaroslawa Frolowa (* 1997), Handballspielerin
- Natalja Wichljanzewa (* 1997), Tennisspielerin
- Michail Winogradow (* 1997), Handballspieler
- Ilja Druschinin (* 1998), Schwimmer[16]
- Artjom Golubew (* 1999), Fußballspieler
- Jaroslaw Potapow (* 1999), Schwimmer[17]
- Antonina Santalowa (* 1999), Handballspielerin

## 21. Jahrhundert
- Sergei Babkin (* 2002), Fußballspieler
- Matwei Iwachnow (* 2003), Fußballspieler